# Elsie Fisher
Elsie Kate Fisher, född 3 april 2003 i Riverside i Kalifornien, är en amerikansk skådespelerska. Hen är känd för att spela huvudrollen i Bo Burnhams dramakomedifilm Eighth Grade, för vilken hen blev nominerad till en Golden Globe Award för bästa kvinnliga huvudroll (musikal eller komedi) under 2019 års Golden Globe-gala. Fisher är också känd för att ge röst åt animerade karaktärer, såsom Agnes i filmerna Dumma mej och Dumma mej 2, Masha i TV-serien Masha och björnen och Parker Needler i filmen Familjen Addams.

## Filmografi (i urval)

### Filmer
- 2010 – Dumma mej (röstroll)
- 2013 – Dumma mej 2 (röstroll)
- 2014 – Gutshot
- 2015 – McFarland, USA
- 2018 – Eighth Grade
- 2019 – Familjen Addams (röstroll)
- 2022 – Texas Chainsaw Massacre
- 2022 – My Best Friend's Exorcism
- 2023 – Memory

### TV-serier
- 2009 – Medium (TV-serie)
- 2011 – Mike & Molly (TV-serie)
- 2012 – Masha och björnen (TV-serie) (röstroll)
- 2013 – Sofia den första (TV-serie) (röstroll)
- 2022 – Barry (TV-serie)
- 2023 – Sommaren jag blev vacker (TV-serie)